# Atonalidad
La atonalidad europea (del griego a: ‘sin’ y el español tonalidad) es el sistema musical que carece de toda relación de los tonos de una obra con un tono fundamental y de todos los lazos armónicos y funcionales en su melodía y acordes, sin estar sujeto a las normas de la tonalidad. 
Al sistema opuesto del atonalismo no se le debe de llamar "Tonalismo" , sino, «sistema tonal», que simplemente es una convención por tradición, sin embargo tiene más sentido definirlo como Tonalismo ya que el sufijo ismo refriere a  doctrina ', ' sistema ', ' escuela ' o ' movimiento ', por lo cual, etimológicamente, Tonalismo significa estudio del sistema tonal.
Más específicamente, el término describe la música que no se ajusta al sistema de jerarquías tonales que caracterizaba al sonido de la música europea entre el siglo XVII y los primeros años del XX. 
Los centros tonales reemplazaron gradualmente los sistemas de organización modal que se habían desarrollado desde el 1500 y que culminaron con el establecimiento del sistema de modo mayor y menor entre fines de siglo XVI y mediados del XVII.
Un oyente atento a obras particularmente de los períodos Barroco, Clásico o Romántico, u obras como una ópera de Antonio Vivaldi, una sonata de Beethoven (1770-1827), es capaz de advertir el final pocos compases antes de que finalice un fragmento.
El sistema tonal es el sustrato en que se basaron casi todos los compositores entre 1600 y 1900. En esas obras musicales existe un sonido que actúa como centro de atracción de toda la obra. Aunque en el transcurso de la misma se haya cambiado muchas veces de centro tonal por medio de modulaciones, por convención hacia el final siempre prevalecía la fuerza de ese núcleo original y la composición terminaba al llegar a la tónica, o sea el sonido de atracción (en griego tonos significa ‘tensión’).
El principio básico del atonalismo consiste en que ningún sonido ejerza atracción sobre cualquier otro sonido que se encuentre en sus cercanías. Por eso el oyente no puede predecir ni siquiera una nota antes, si está al final de una frase musical (la cual, aparentemente, cesa en cualquier momento) sencillamente porque no ha existido ningún centro tonal.

## Cromatismo, hacia el atonalismo
Ya el compositor alemán Richard Wagner (1813-1883) en su obra Tristán e Isolda (1859) que tiene una duración de unas cuatro horas, su preludio presenta la peculiaridad de no retornar nunca a un tono dominante creando así la primera manifestación importante de la atonalidad. Recurre tan reiteradamente al empleo del cromatismo que en algunos momentos la tonalidad parece desaparecer por completo. Pero en ninguno de sus escritos el alemán manifestó su intención de abandonarla, considerándolo un mero recurso estético y tan sólo para esta obra. Por tanto resulta erróneo hablar del atonalismo como de una consecuencia natural y directa de la obra de Wagner.

## Atonalidad libre
En la actualidad sabemos que el abandono de la tonalidad no fue idea de un solo compositor, sino de varios a la vez. El pianista y compositor Franz Liszt, que escribió obras de estilo romántico, experimentó con esta idea en algunas de sus obras: "Nubes grises" o "Bagatela sin tonalidad".
Aleksandr Skriabin, compositor ruso que comenzó su carrera con una fuerte influencia de Frédéric Chopin y Franz Liszt, derivó a un particular impresionismo y atonalidad, basando una de sus sonatas en un acorde por cuartas, muy alejado de los habituales acordes de tríada formados por intervalos de tercera.
En Estados Unidos, Charles Ives experimentó con la idea de la aglutinación y la politonalidad, lo que le llevó a trabajar un particular estilo atonal.
Sin embargo, el inicio de la atonalidad más conocido y definitivo es el que lideró el austriaco Arnold Schönberg, quien comenzó a dejar la tonalidad abandonando las resoluciones comunes. Con sus discípulos Anton Webern y Alban Berg, practicó después la composición de obras breves para resolver el problema de la forma y luego compusieron obras con voz, de modo que el poema guiaba la forma de la obra. Las primeras obras no tonales de Schönberg se adscriben dentro del llamado «atonalismo libre». Tras su sistematización se denominó serialismo dodecafónico (o dodecafonismo).